# 白色巨塔 (1978年電視劇)
《白色巨塔》，於1978年6月至1979年1月在富士電視台播放的電視劇。本劇被稱為《白色巨塔》的“昭和版”，是在2003年唐澤壽明主演版本出現之前，公认的最佳版本。首播时原本反应平平，然而劇中飾演主角財前五郎的演員田宫二郎由於長期罹患躁鬱症，加上後來更發生田宮在本劇最後兩集播出前夕自杀身亡的事件，造成收视率飙升，本劇也成為田宮的代表作與最後遺作。

## 製作人員
- 製作：田宮二郎（本劇字幕標示為「田宮企劃」）、富士製作
- 原作：山崎豊子
- 編劇：鈴木尚之
- 配樂：渡邊岳夫
- 導演：青木征雄
- 製作人、總導演：小林俊一

## 演員表
- 財前五郎 (田宮二郎 飾)：國立浪速大學醫學部第一外科 副教授→教授；熱衷名利，醫技高明，充滿自信
- 里見脩二 (山本學 飾)：國立浪速大學醫學部 第一內科 副教授→千成病院內科 醫長（主任）；財前五郎的同學，專注於醫學研究及醫療本務
- 花森慶子 (太地喜和子 飾)：「阿拉丁」酒吧老闆；財前五郎外遇的對象
- 東佐枝子 (島田陽子 飾)：東貞藏教授的獨生女；暗戀里見脩二
- 財前杏子 (生田悦子 飾)：財前五郎的妻子；一心想成為教授夫人
- 財前一夫 (木村雄 飾)：財前五郎、杏子的長子
- 財前富士夫 (佐久間良 飾)：財前五郎、杏子的次子
- 里見三知代 (上村香子 飾)：里見脩二的妻子
- 里見好彦 (長谷川幹樹 飾)：里見脩二、三知代的兒子
- 里見清一 (岡田英次 飾)：里見脩二的兄長，開業醫師
- 黒川きぬ (中北千枝子 飾)：財前五郎的母親
- 東貞藏 (中村伸郎)：浪速大學醫學部 第一外科 教授→近畿勞災病院 院長
- 鵜飼雅一 (小澤榮太郎 飾)：浪速大學醫學部 第一内科 教授、浪速大學醫學 部長
- 大河内清作(加藤嘉 飾)：浪速大學醫學部 病理學 教授（浪速大學前醫學 部長）
- 今津教授 (井上孝雄 飾)：浪速大學醫學部第二外科 教授
- 野坂教授 (小松方正 飾)：浪速大學醫學部整形外科 教授
- 葉山教授 (戸浦六宏 飾)：浪速大學醫學部産婦產科 教授
- 則内教授 (川部修詩 飾)：浪速大學醫學部附屬醫院 院長
- 乾教授 (伊藤豪 飾)：浪速大學醫學部皮膚科 教授
- 河合教授 (林昭夫 飾)：浪速大學醫學部小兒科 教授
- 滝村恭輔 (西村晃 飾)：浪速大學名譽教授
- 財前又一 (曾我廼家明蝶 飾)：財前婦產科 院長、浪速醫師會 副會長、財前五郎的岳父
- 岩田重吉 (金子信雄 飾)：岩田醫院 院長、浪速醫師會 會長
- 真鍋貫治 (渡邊文雄 飾)：真鍋外科醫院 院長、大阪市議會 議員
- 菊川昇 (米倉齊加年 飾)：金澤大學醫學部外科 教授
- 大阪地方裁判所裁判長 (大滝秀治 飾)：

## 外部連結
- 1978年/2003年 - 白色巨塔